# 不定和分
数学における不定和分（ふていわぶん、英: indefinite sum）∑x または逆差分（ぎゃくさぶん、英: antidifference; 反差分）Δ−1  は、微分に対する不定積分（反微分）の離散版で、前進差分 Δ の逆演算となる線型作用素である。
文献によっては "indefinite sum" の語を、例えば
{\displaystyle \sum _{k=1}^{n}f(k)}
のような和において、上の限界となる値 (この例では n) をとくに固定せずに考える場合を指すのに用いることもある。この場合、この和を表す閉じた式 F(n) は函数方程式（畳み込み方程式） 
{\displaystyle F(x+1)-F(x)=f(x+1)}
の解であり、これは後退差分作用素 ∇ の逆である。この後退和分作用素と先の（前進）和分作用素との間には後述の和分差分学の基本定理を通じて関係がある。

## 定義
与えられた函数 f(x) に対し F(x) := ∑x f(x) が f(x) の不定和分であるとは、F(x) が函数方程式
{\displaystyle \Delta \sum _{x}f(x)=f(x),}
つまりより直接的に述べれば
{\displaystyle F(x+1)-F(x)=f(x)}
の解であることを総称して言う。函数 F(x) が与えられた f(x) に対するこの函数方程式の解ならば、周期 1 を持つ任意の周期函数 C(x) に対して f(x) + C(x) もまた同方程式の解であるから、各不定和分とは実際にはそのような（互いに周期 1 函数だけ異なる）函数の族を表すものと理解される。ただし、解のうちで自身のニュートン級数展開と一致するようなものは任意定数 C （和分定数）を加える違いを除いて一意に定まる。

## 注意
和分定数 C の選び方について、
{\displaystyle F(x)=\sum _{x}f(x)+C}
と置くとき、
{\displaystyle \int _{0}^{1}F(x)dx=0}
あるいは
{\displaystyle \int _{1}^{2}F(x)dx=0}
を満たすように C を固定することがしばしばある。ラマヌジャン和を用いて書けば、それぞれ
{\displaystyle \sum _{x\geq 1}^{\Re }f(x)=-f(0)-F(0)}
あるいは
{\displaystyle \sum _{x\geq 1}^{\Re }f(x)=-F(1)}
である。

## 性質

### 和分差分学の基本定理
微分積分学の基本定理の離散版として、不定和分を用いて定和分の計算ができる。即ち
{\displaystyle \sum _{k=a}^{b}f(k)=\Delta ^{-1}f(b+1)-\Delta ^{-1}f(a)}
が成り立つ。

### 部分和分法
部分積分法の離散版として、以下のように部分和分の公式が成り立つ。
不定和分に関する部分和分
{\displaystyle \sum _{x}f(x)\Delta g(x)=f(x)g(x)-\sum _{x}(g(x)+\Delta g(x))\Delta f(x),}
{\displaystyle \sum _{x}f(x)\Delta g(x)+\sum _{x}g(x)\Delta f(x)=f(x)g(x)-\sum _{x}\Delta f(x)\Delta g(x).}
定和分に関する部分和分
{\displaystyle \sum _{i=a}^{b}f(i)\Delta g(i)=f(b+1)g(b+1)-f(a)g(a)-\sum _{i=a}^{b}g(i+1)\Delta f(i).}

### 周期法則
周期函数 f(x) の周期が T に対し、
{\displaystyle \sum _{x}f(Tx)=xf(Tx)+C}
が成り立つ。また T が函数 f(x) の反周期、即ち f(x + T) = −f(x) のとき、
{\displaystyle \sum _{x}f(Tx)=-{\frac {1}{2}}f(Tx)+C}
が成り立つ。

### ラプラス和公式
{\displaystyle \sum _{x}f(x)=\int _{0}^{x}f(t)dt+\sum _{k=1}^{\infty }{\frac {c_{k}\Delta ^{k-1}f(x)}{k!}}+C}
ただし、
{\displaystyle c_{k}=\int _{0}^{1}{\frac {\Gamma (x+1)}{\Gamma (x-k+1)}}dx}
は第二種ベルヌイ数である。

### ニュートンの公式
{\displaystyle \sum _{x}f(x)=-\sum _{k=1}^{\infty }{\frac {\Delta ^{k-1}f(x)}{k!}}(-x)_{k}+C}
ただし
{\displaystyle (x)_{k}={\frac {\Gamma (x+1)}{\Gamma (x-k+1)}}}
は下降階乗冪である。

### ファウルハーバーの公式
{\displaystyle \sum _{x}f(x)=\sum _{n=1}^{\infty }{\frac {f^{(n-1)}(0)}{n!}}B_{n}(x)+C.}
ただし、右辺が存在する場合に限る。

### ミューラーの公式
{\displaystyle \lim _{x\to {+\infty }}f(x)=0} のとき
{\displaystyle \sum _{x}f(x)=\sum _{n=0}^{\infty }(f(n)-f(n+x))+C}
が成り立つ。

### オイラー・マクローリンの公式
{\displaystyle \sum _{x}f(x)=\int _{0}^{x}f(t)dt-{\frac {1}{2}}f(x)+\sum _{k=1}^{\infty }{\frac {B_{2k}}{(2k)!}}f^{(2k-1)}(x)+C.}

## 例
以下、いくつかの函数の不定和分を記す。初等函数の不定和分でも必ずしも初等函数で書けないことに注意。

### 初等函数
- {\displaystyle \sum _{x}a=ax+C,}
- {\displaystyle \sum _{x}x={\frac {x^{2}}{2}}-{\frac {x}{2}}+C,}
- {\displaystyle \sum _{x}x^{a}={\frac {B_{a+1}(x)}{a+1}}+C,\quad (a\notin \mathbb {Z} ^{-}),}
ただし、Ba(x) = −aζ(−a+1,x) は次数を実数に一般化したベルヌイ多項式.
- {\displaystyle \sum _{x}x^{a}={\frac {(-1)^{a-1}\psi ^{(-a-1)}(x)}{\Gamma (-a)}}+C,\,a\in \mathbb {Z} ^{-}}
ただし、ψ(n)(x) はポリガンマ函数.
- {\displaystyle \sum _{x}{\frac {1}{x}}=\psi (x)+C,}
ただし、ψ(x) はディガンマ函数.
- {\displaystyle \sum _{x}a^{x}={\frac {a^{x}}{a-1}}+C,}
特に {\displaystyle \sum _{x}2^{x}=2^{x}+C.}
- {\displaystyle \sum _{x}\log _{b}x=\log _{b}\Gamma (x)+C,}
- {\displaystyle \sum _{x}\log _{b}ax=\log _{b}(a^{x-1}\Gamma (x))+C.}

### 三角函数・双曲線函数
- {\displaystyle \sum _{x}\sinh ax={\frac {1}{2}}\operatorname {csch} \left({\frac {a}{2}}\right)\cosh \left({\frac {a}{2}}-ax\right)+C,}
- {\displaystyle \sum _{x}\cosh ax={\frac {1}{2}}\coth \left({\frac {a}{2}}\right)\sinh ax-{\frac {1}{2}}\cosh ax+C,}
- {\displaystyle \sum _{x}\tanh ax={\frac {1}{a}}\psi _{e^{a}}\left(x-{\frac {i\pi }{2a}}\right)+{\frac {1}{a}}\psi _{e^{a}}\left(x+{\frac {i\pi }{2a}}\right)-x+C,}
ただし、ψq(x) は q-ディガンマ函数.
- {\displaystyle \sum _{x}\sin ax=-{\frac {1}{2}}\csc \left({\frac {a}{2}}\right)\cos \left({\frac {a}{2}}-ax\right)+C\quad (a\neq n\pi ),}
- {\displaystyle \sum _{x}\cos ax={\frac {1}{2}}\cot \left({\frac {a}{2}}\right)\sin ax-{\frac {1}{2}}\cos ax+C\quad (a\neq n\pi ),}
- {\displaystyle \sum _{x}\sin ^{2}ax={\frac {x}{2}}+{\frac {1}{4}}\csc(a)\sin(a-2ax)+C\quad (a\neq {\frac {n\pi }{2}}),}
- {\displaystyle \sum _{x}\cos ^{2}ax={\frac {x}{2}}-{\frac {1}{4}}\csc(a)\sin(a-2ax)+C\quad (a\neq {\frac {n\pi }{2}}),}
- {\displaystyle \sum _{x}\tan ax=ix-{\frac {1}{a}}\psi _{e^{2ia}}\left(x-{\frac {\pi }{2a}}\right)+C\quad (a\neq {\frac {n\pi }{2}}),}
ただし、ψq(x) は q-ディガンマ函数.
- {\displaystyle {\begin{aligned}\sum _{x}\tan x&=ix-\psi _{e^{2i}}\left(x+{\frac {\pi }{2}}\right)+C\\&=-\sum _{k=1}^{\infty }\left(\psi \left(k\pi -{\frac {\pi }{2}}+1-z\right)+\psi \left(k\pi -{\frac {\pi }{2}}+z\right)-\psi \left(k\pi -{\frac {\pi }{2}}+1\right)-\psi \left(k\pi -{\frac {\pi }{2}}\right)\right)+C\end{aligned}},}
- {\displaystyle \sum _{x}\cot ax=-ix-{\frac {i\psi _{e^{2ia}}(x)}{a}}+C\quad (a\neq {\frac {n\pi }{2}}),}
- {\displaystyle \sum _{x}\operatorname {artanh} \,ax={\frac {1}{2}}\ln \left({\frac {(-1)^{x}\Gamma \left(-{\frac {1}{a}}\right)\Gamma \left(x+{\frac {1}{a}}\right)}{\Gamma \left({\frac {1}{a}}\right)\Gamma \left(x-{\frac {1}{a}}\right)}}\right)+C,}
- {\displaystyle \sum _{x}\arctan ax={\frac {i}{2}}\ln \left({\frac {(-1)^{x}\Gamma ({\frac {-i}{a}})\Gamma (x+{\frac {i}{a}})}{\Gamma ({\frac {i}{a}})\Gamma (x-{\frac {i}{a}})}}\right)+C.}

### 特殊函数
- {\displaystyle \sum _{x}\psi (x)=(x-1)\psi (x)-x+C,}
- {\displaystyle \sum _{x}\Gamma (x)=(-1)^{x+1}\Gamma (x){\frac {\Gamma (1-x,-1)}{e}}+C,}
ただし、Γ(s,x) は不完全ガンマ函数.
- {\displaystyle \sum _{x}(x)_{a}={\frac {(x)_{a+1}}{a+1}}+C,}
ただし、(x)a は下降階乗冪.
- {\displaystyle \sum _{x}\operatorname {sexp} _{a}(x)=\ln _{a}{\frac {(\operatorname {sexp} _{a}(x))'}{(\ln a)^{x}}}+C.}

(ただし、sexp は超指数函数)

## 注
1. ↑  一つのパラメータ h を導入して、歩み h の差分 Δh f(x) := f(x + h) − f(x) あるいは差分商 Δhf(x)⁄Δhx = f(x+h)−f(x)⁄h の逆演算として、歩み h の不定和分 ∑f(x)Δhx を考えることもある。h = 1 が本項における場合であり、また h→0 の極限で Δhf(x)⁄Δhx → df(x)⁄dx は微分商、∑f(x)Δhx → ∫f(x)dx は不定積分となる。
2. ↑  従って特に、函数 f(x) として定義域が整数全体となるようなもの、即ち数列 (an) を取るならば、周期 1 の周期函数とは定数列に他ならない。

## 関連文献
- "Difference Equations: An Introduction with Applications", Walter G. Kelley, Allan C. Peterson, Academic Press, 2001, ISBN 0-12-403330-X
- Markus Müller. How to Add a Non-Integer Number of Terms, and How to Produce Unusual Infinite Summations
- Markus Mueller, Dierk Schleicher. Fractional Sums and Euler-like Identities
- S. P. Polyakov. Indefinite summation of rational functions with additional minimization of the summable part. Programmirovanie, 2008, Vol. 34, No. 2.
- "Finite-Difference Equations And Simulations", Francis B. Hildebrand, Prenctice-Hall, 1968